# Kew (Londra)

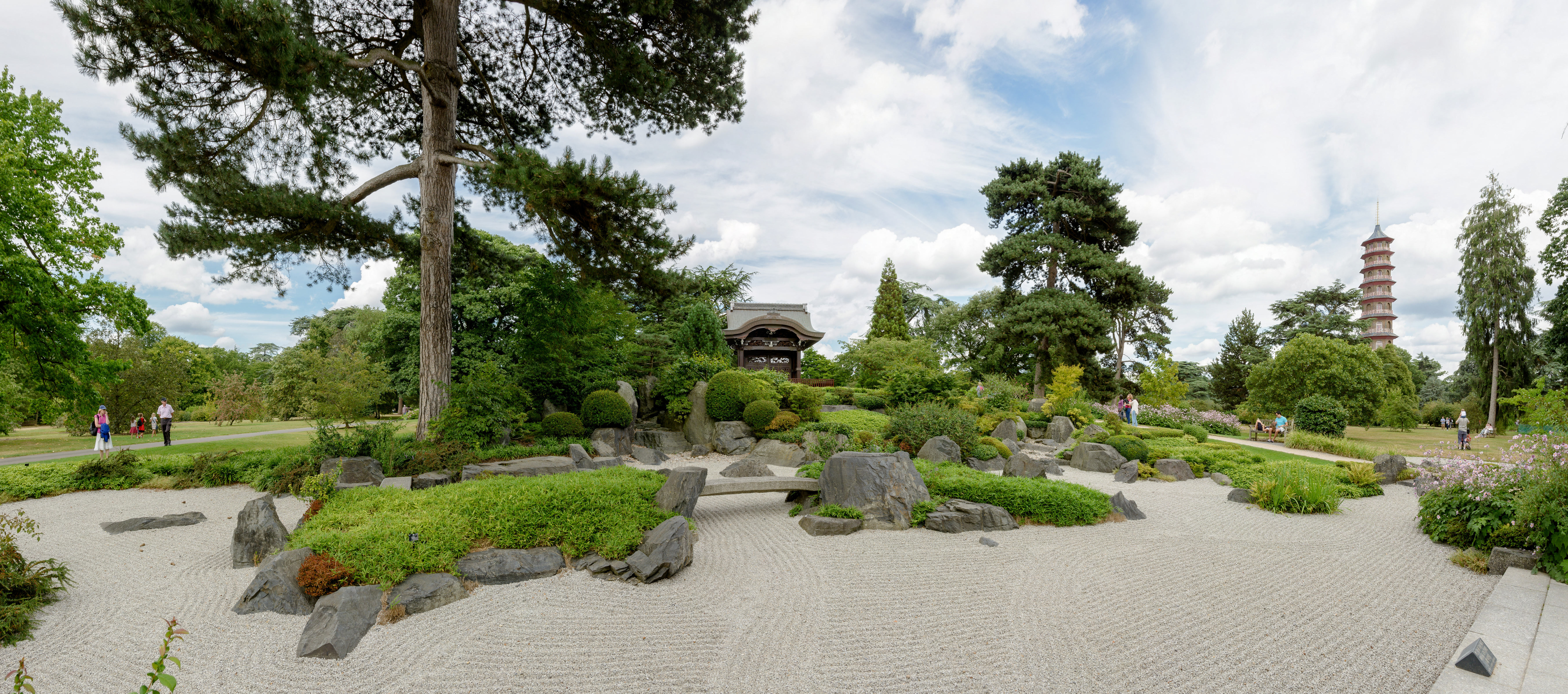
Veduta dei Kew Gardens, lato giapponese

Kew è un quartiere di Londra situato nel distretto di Richmond upon Thames, nel sud-ovest della città. È soprattutto famoso per i suoi giardini botanici reali (divenuti patrimonio dell'umanità), sebbene siano presenti altre mete turistiche rinomate, come il Kew Palace e gli archivi nazionali, del Galles e del Regno Unito.

## Origini del nome
Dapprincipio Kew era chiamato "Kew Village", termine col quale ci si riferiva a diverse file di negozi, ristoranti (così come l'eccellente "The Glasshouse") e diversi caffè adiacenti alla stazione di Kew Gardens. Il distretto Kew si sviluppò principalmente verso la fine del XIX secolo, quando le linee della metropolitana di Londra furono ampliate fino a toccarlo. La parrocchia fu annessa da Richmond upon Thames nel 1892 e ne seguì poi le sorti. L'area è caratterizzata da molte grandi case unifamiliari e bifamiliari. Tale zona residenziale è popolare per il suo comodo trasporto e la vicinanza ai Kew Gardens, che la rendono quindi costosa.
Il nome Kew consiste di due termini: il vecchio "kai" francese (lett. "lo sbarco", "il molo"), così come la parola arcaica inglese "hoh" (un calco di dalla lingua alto-tedesca antica "hauhaz", ovvero "curva"), che si riferisce alle colline pedemontane che di fatto formano la curva del Tamigi.